# Крокодилоподібні (ряд)
Кіт (Crocodyliformes, seu Crocodylia) — ряд великих за розміром завропсидів (за традиційною класифікацією — плазунів), єдиний сучасний ряд надряду крокодилоподібних, що разом із птахами формує кладу архозаврів. Група сформувалася близько 84 мільйонів років тому протягом пізнього крейдового періоду. Слово «крокодил» походить від грец. κροκόδειλος — «галечний черв'як», через бугристу шкіру цих тварин.
Ці сильні хижі рептилії, активні переважно вночі, живуть як у воді, так і на суші.

## Еволюція

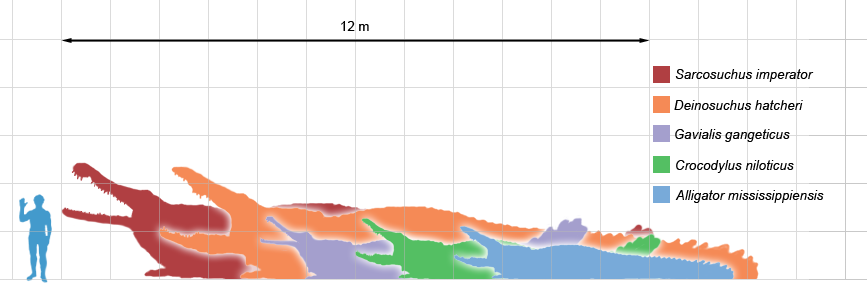
Розміри вимерлих видів крокодилів у порівнянні з людиною

Еволюція крокодилів бере початок з тріасового періоду. Це підтверджує їх спорідненість із деякими псевдозухіями цього періоду (наприклад, з фітозавром). В юрському періоді з'явилися справжні крокодили, а в крейдяному — остаточно сформувались сучасні. Отже, це плазуни з мезозойської ери (попри те, що за чинними ознаками систематики вони не належать до динозаврів), які живуть на суші (у прісних водоймах) та мають діапсидну будову черепа.

## Будова

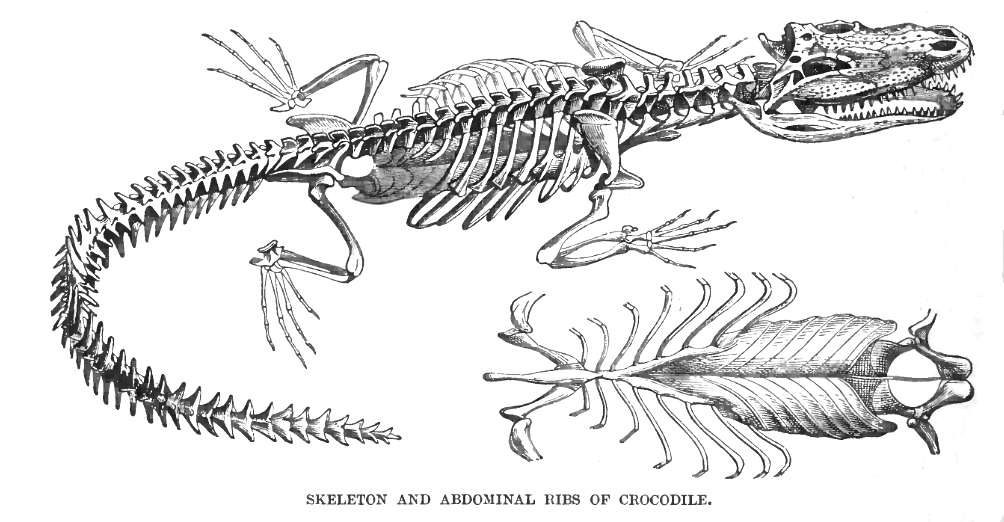
Скелет крокодила

Крокодили майже не змінилися з доісторичних часів, коли вони населяли землю разом зі своїми близькими родичами — динозаврами.
У крокодила плоске видовжене тіло, вкрите роговою лускою, під якою є міцні кісткові пластини. У кайманів черевце панцирне. Очі розміщено зверху на голові, ніздрі — високо на кінці видовженої морди. У крокодила довгий м'язистий хвіст, стиснутий з боків, короткі могутні ноги. Задні кінцівки — чотирипалі, на передніх — по п'ять пальців. Молоді крокодили мають інші пропорції тіла, ніж дорослі особини: довгі ноги, великі очі і невелику морду. Але вони вже є вправними мисливцями. У старих самців на верхній щелепі іноді утворюються грудкоподібні вирости.

### Зуби
Гострі міцні зуби у крокодилів використовуються для того, аби хапати й подрібнювати їжу. Вони не приростають до щелеп, як в інших плазунів, а розташовані в особливих щелепних «кишеньках». Старі зуби випадають й на їх місці виростають нові.
У пащі «веселого» алігатора майже непомітні дрібні зуби конічної форми. Якщо тварині спекотно, вона лежить широко роззявивши пащу. Випаровування зі слизової оболонки ротової порожнини охолоджує рептилію.
У гавіала дуже довгі щелепи, оснащені сотнею дрібних гострих зубів.

### Шкіра та луска
Шкіра крокодилів товста і ороговіла, вкрита лусочками, які не перекриваються, відомими як щіткі, розташованими правильними рядами і візерунками. Ці лусочки постійно утворюються в результаті клітинного ділення в нижчому шарі епідермісу, зародковому шарі, і поверхня окремих щитків періодично відлущується. Зовнішня поверхня щитків складається з відносно жорсткого бета-кератину, в той час як шарнірна ділянка між щитками містить тільки більш гнучкий альфа-кератин.
Багато щитків укріплено кістковими пластинками, відомими як остеодерми, які мають той самий розмір і форму, що й поверхневі лусочки, але ростуть під ними. Вони найбільш численні на спині та шиї тварини і можуть утворювати захисний панцир. Вони часто мають горбисті гребені, що виступають, і вкриті зносостійким бета-кератином. Маленькі після потиличні щитки розташовані одразу за головою і присутні у всіх крокодилів, за винятком естуарного крокодила. Голова і щелепи позбавлені справжньої луски і натомість вкриті щільною ороговілою шкірою, яка тріскається через стрес. Шкіра на шиї та боках пухка, тоді як шкіра на животі та нижньому боці хвоста вкрита великими плоскими квадратними щитками, розташованими акуратними рядами. Щитки містять кровоносні судини і можуть поглинати або випромінювати тепло під час терморегуляції. Дослідження також показують, що лужні іони, які виділяються в кров із кальцію і магнію в цих шкірних кісточках, діють як буферпід час тривалого занурення, коли підвищення рівня вуглекислого газу інакше викликало б ацидоз.

## Основні групи крокодилів
.

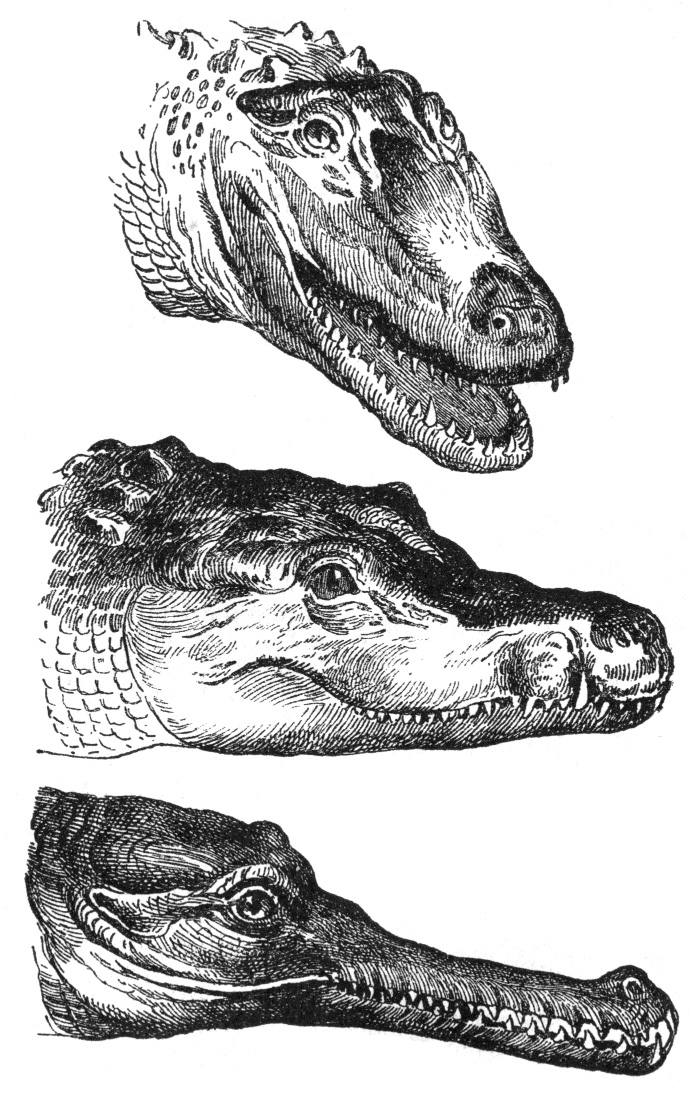
Голови алігатора (зверху), крокодила (посередині), гавіала (внизу)

21 вид цих плазунів поділяють на три родини: 
родина Алігаторові
- 7 видів
- зубів не видно з пащі
- алігатор, каймановий алігатор

родина Крокодилові
- 13 видів
- із закритої пащі видно зуби
- болотяний крокодил, гострорилий крокодил

родина Гавіалові
- 1 вид
- довгі вузькі щелепи
- гавіал

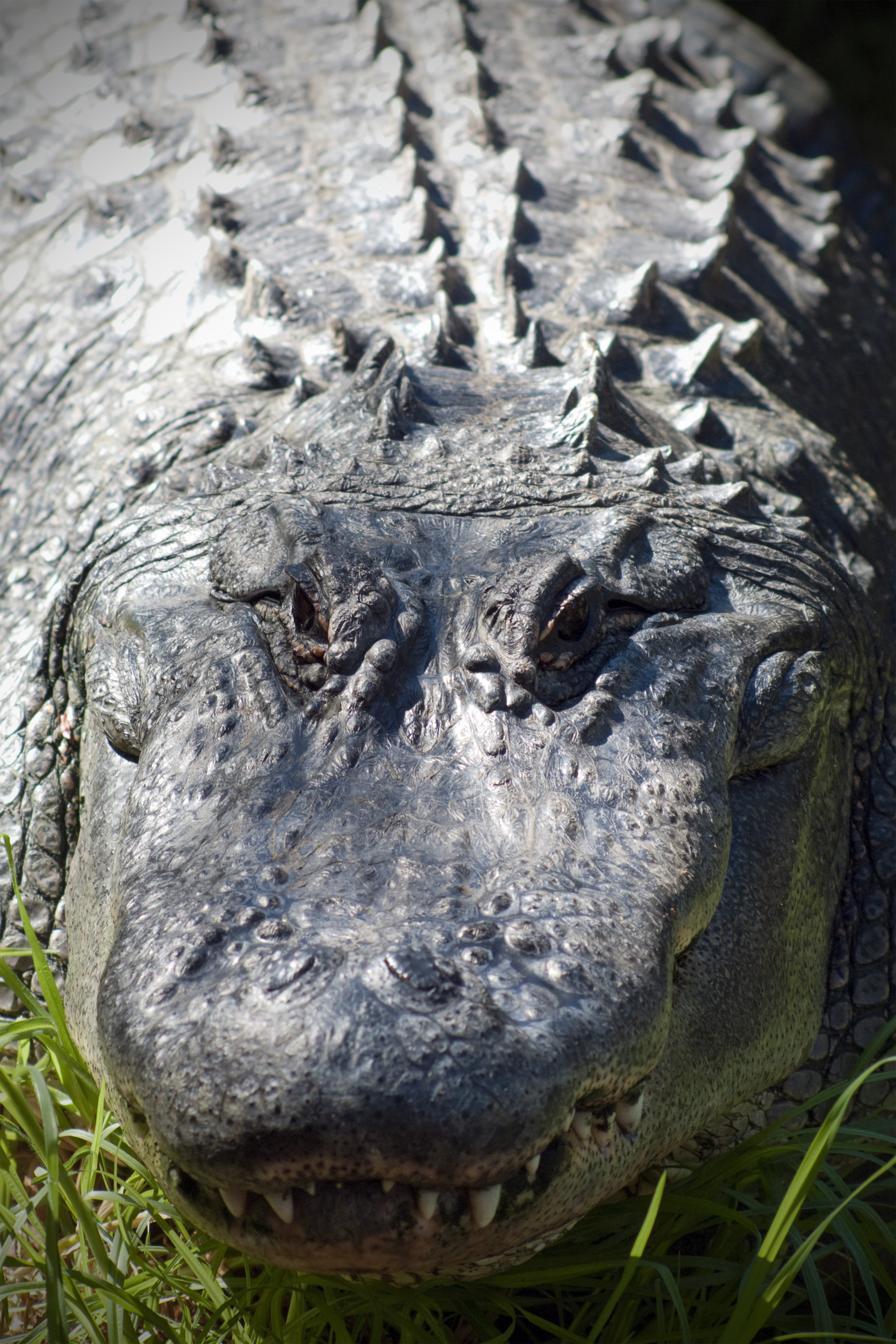
Алігатор
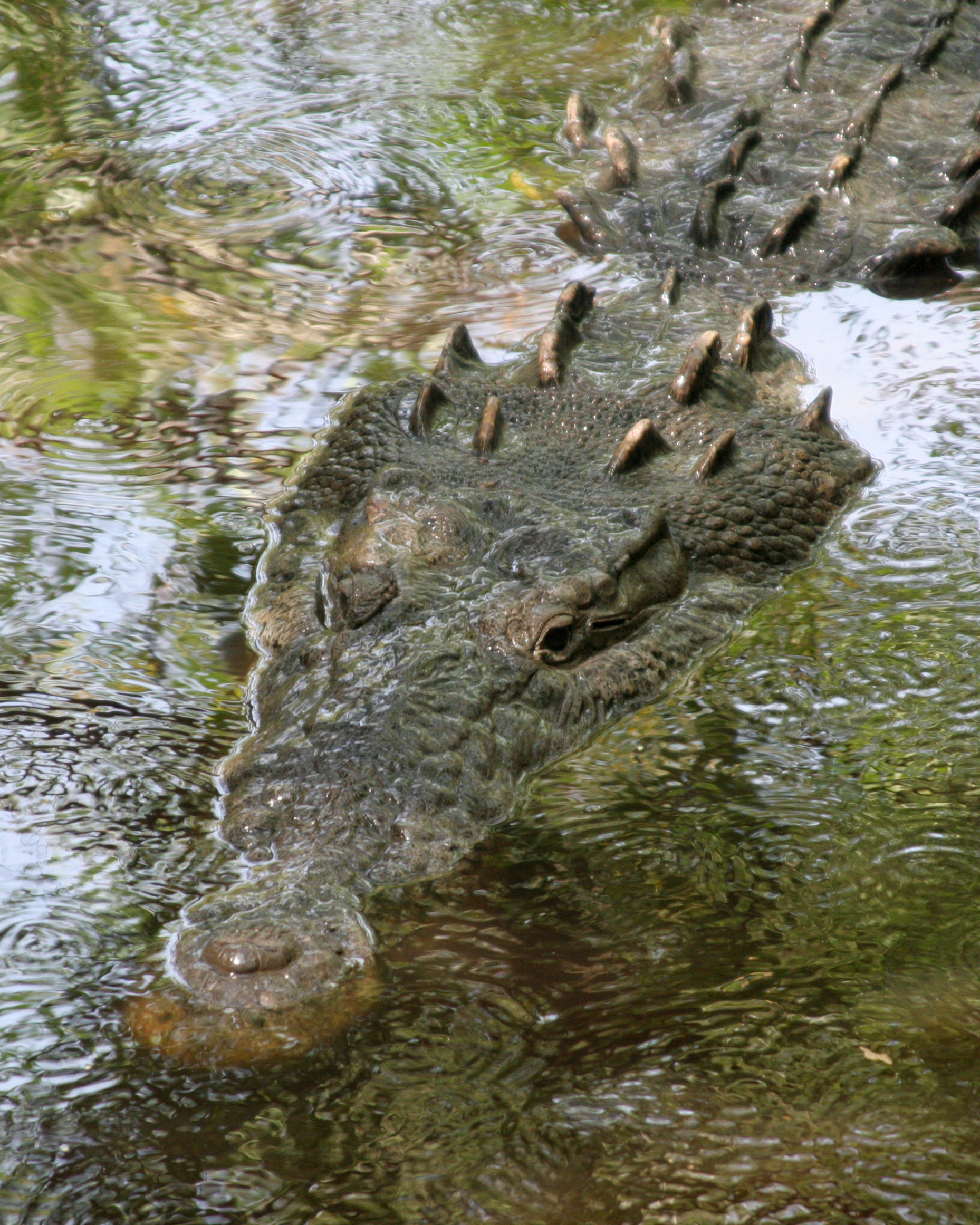
Крокодил
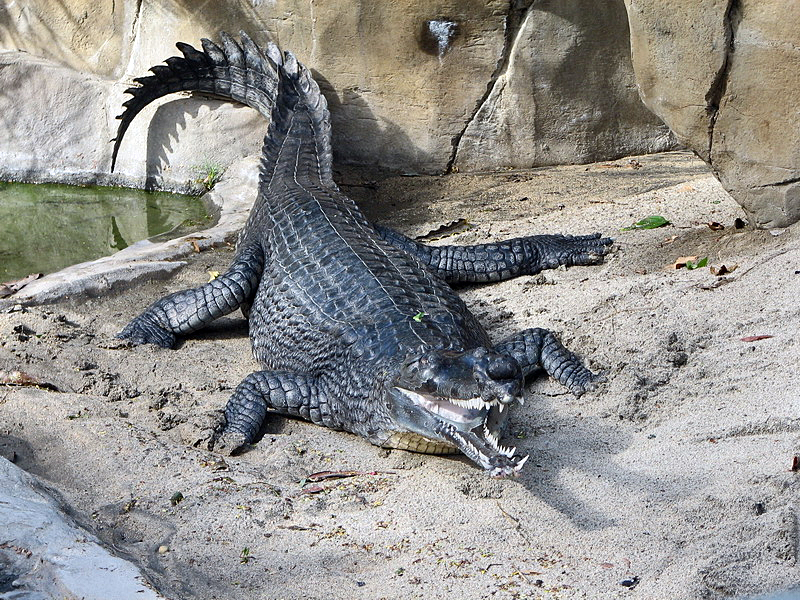
Гавіал

Основна зовнішня відмінність між алігаторами й крокодилами — в особливостях морди. У крокодилів навіть із закритої пащі виглядають з кожного боку по чотири зуби нижньої щелепи. В алігаторів із закритої пащі зубів не видно. Гавіали мають довгу вузьку морду.

## Ареал

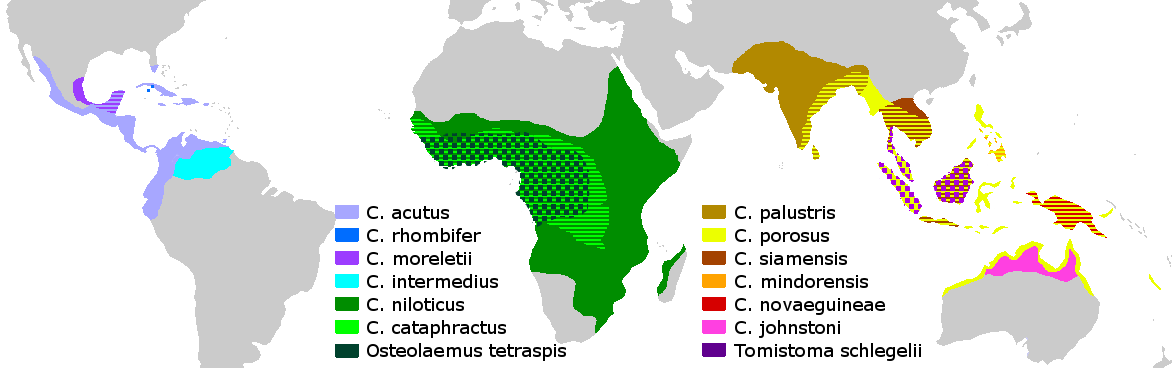
Ареал проживання різних видів крокодилів

Крокодили поширені у тропічних та субтропічних регіонах. Живуть у спекотних районах Центральної й Південної Америки, Африки, Азії та Австралії. Алігатори та каймани поширені у тропічних й субтропічних регіонах Америки і лише китайські алігатори — у Східній Азії.
Нільські крокодили під загрозою зникнення внаслідок осушення рік й боліт, розвитку індустріалізації та туризму. Найбільша рептилія у світі — солоноводний гребінчастий крокодил — живе біля узбережжя Індійського й Тихого океанів, виростає завдовжки до 6 м, масою до 1 тонни.
Гребінчасті крокодили мешкають у затоках й гирлах річок, іноді запливають у відкрите море.
Гавіали живуть на півночі Індії. Більшу частину життя вони перебувають у воді, швидко плавають й вправно хапають рибу.

## Полювання

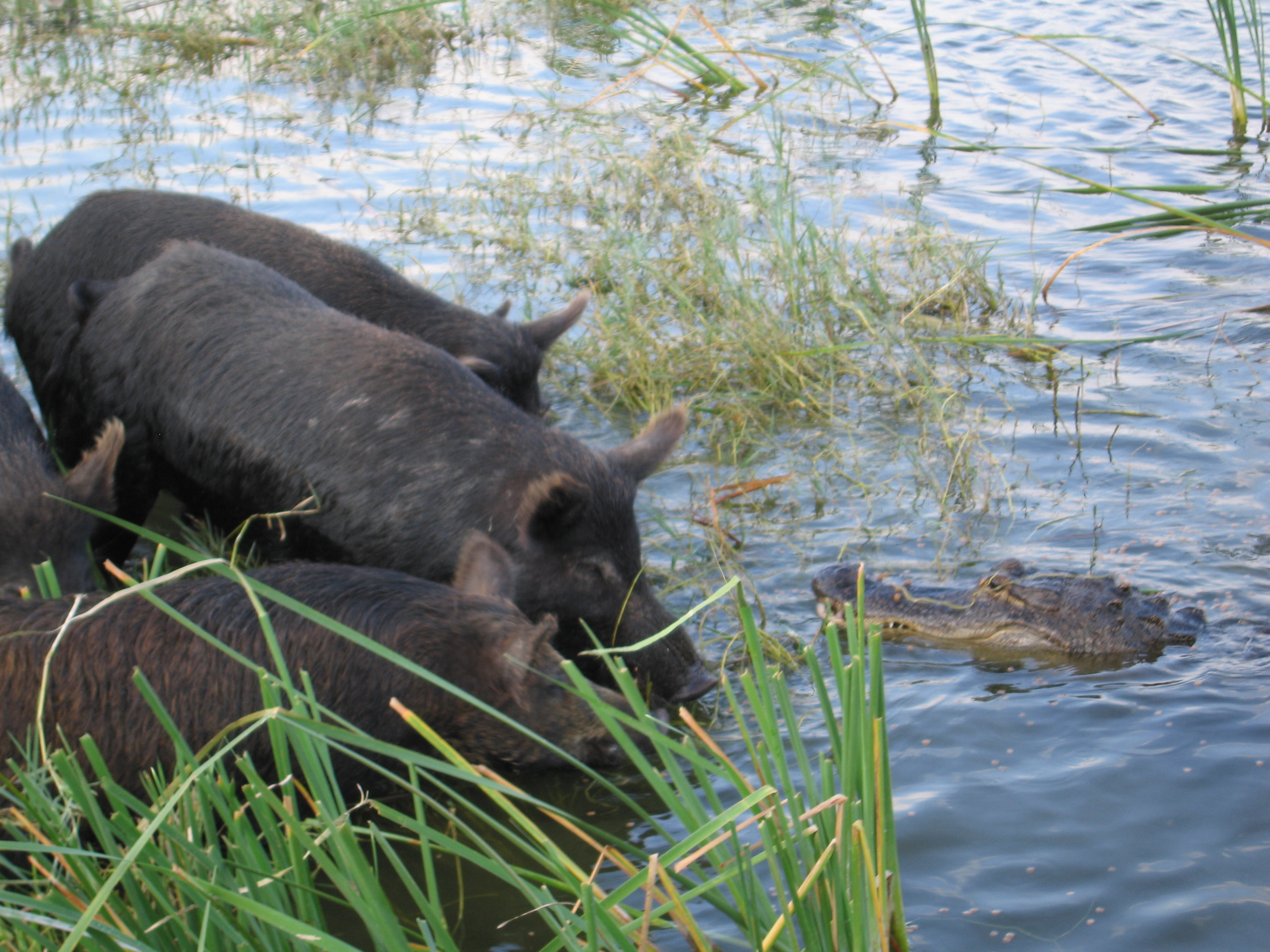
На полюванні

Удень крокодили мляві. Переважну частину дня вони гріються на сонці на піщаних пляжах й мілинах. Надвечір вони стають активнішими й уночі полюють на рибу, черепах та навіть на великих ссавців. Як і усі великі хижаки, крокодили чатують на здобич. Лежачи у мулистій засідці або повільно плаваючи біля берега подібно до старої колоди, рептилія вистежує, а потім стрімко атакує жертву. Схопивши здобич дужими щелепами, крокодил затягує її під воду, де тримає, доки вона не задихнеться.

### Рухи
Крокодили повільно пересуваються берегом, звиваючись по-«зміїному» усім тілом. У разі потреби тварина підіймає на напружених ногах тіло над землею і навіть незграбно біжить «риссю» (швидкість до 4 км/год). Невеликі крокодили у разі небезпеки переходять на галоп — і як спринтери «мчать» зі швидкістю до 20 км/год.
У воді крокодил швидко плаває завдяки потужним рухам дужого хвоста, звиваючись усім тілом. Він притискає ноги до тіла, щоб зменшити опір води. Під час полювання тварина може робити стрімкі кидки й майже вистрибувати з води, кидаючись на здобич.

## Раціон
Крокодили й алігатори — хижаки. Із віком їх раціон змінюється. Наприклад молодий півметровий нільський крокодил харчується комахами, павуками, жабами. Коли він досягає завдовжки 1 м, то полює на риб, птахів, ящірок, дрібних ссавців. Доросла рептилія додає до свого раціону й великих ссавців (зебри) та плазунів.

## Розмноження

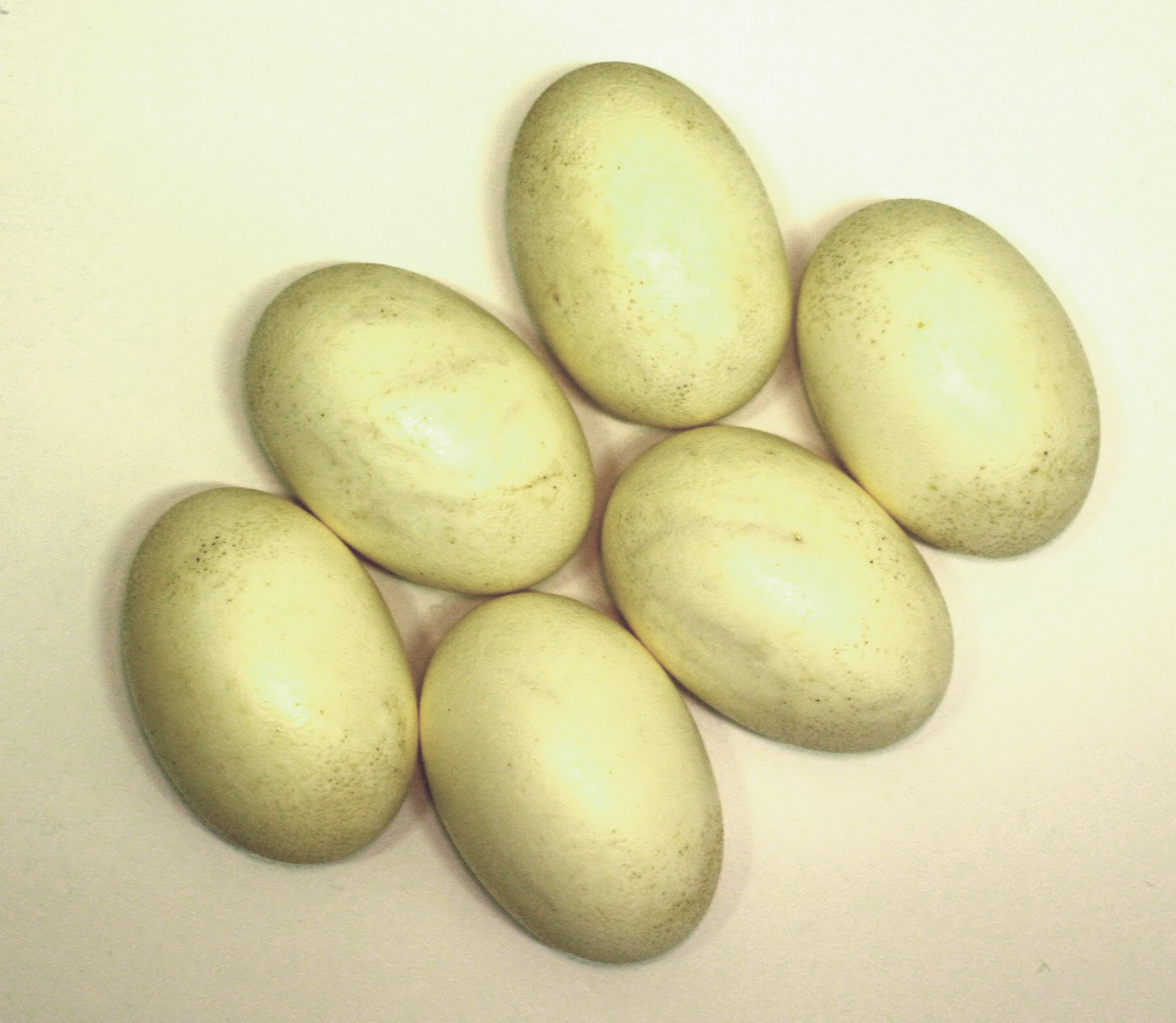
Яйця нільського крокодила

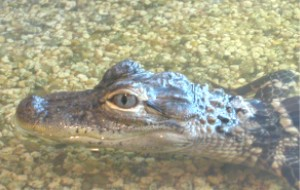
Малюк алігатора

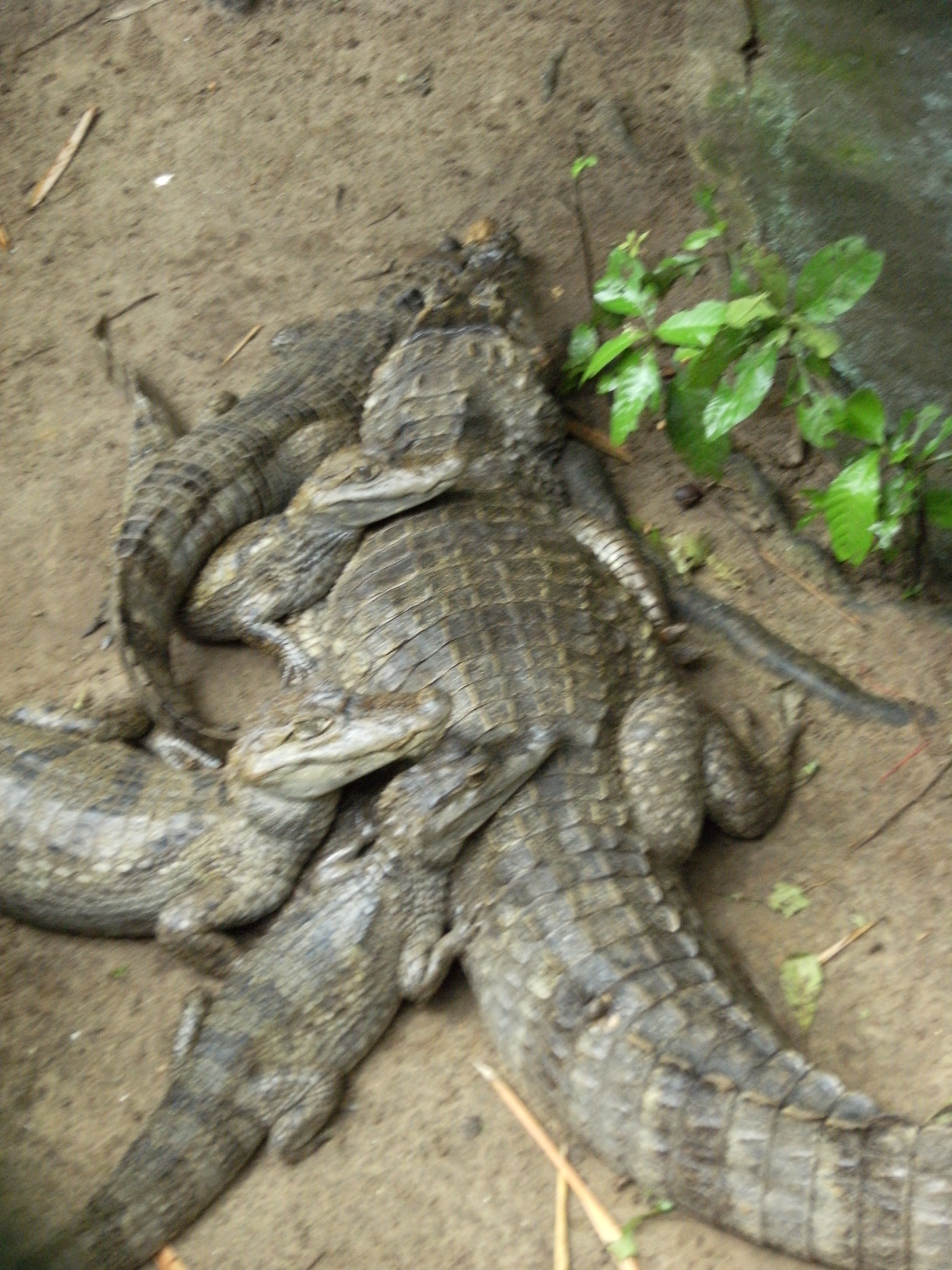
Самиця алігатора з дитинчатами

У цих плазунів складна поведінка і стосунки, особливо в шлюбний період. Вони спілкуються за допомогою різноманітних рухів. Усі крокодили здатні утворювати різні сигнальні звуки — від шипіння до хрипкого реву. Алігатори — особливі вокалісти. Ще маленькими, голодні алігатори тоненько похрюкують, спілкуючись між собою. У разі небезпеки той, хто її помітив, подає сигнал тривоги: попереджає інших, привертає увагу матері. На відміну від інших рептилій, самиці охороняють свою кладку і доглядають за малятами.
Крокодили — полігамні тварини. Це означає, що самець парується з кількома самицями. Проте спочатку самець повинен завоювати територію, яку він захищає від самців-суперників. Потім приваблює партнерку, випускаючи мускусний запах і плаваючи довкола неї, демонструє своє тіло. Роззявляючи пащу, він голосно реве.
Ця вистава привертає увагу конкурентів, які, атакуючи ударами голови, намагаються перемогти у бою. Самиці терпляче чекають закінчення поєдинків. Відповідаючи на залицяння самця, вони пускають бульки під водою і труться об його голову. Запліднення — внутрішнє.

### Крокодиляче гніздо
У найтепліший і найвологіший період року самиця крокодила відкладає яйця у гніздову яму, але іноді під час посухи кладка затримується, доки дощі зроблять твердий ґрунт м'яким. Хоча цей процес дещо відрізняється у різних видів, найтиповіше робить кладку самиця нільського крокодила. На піщаному сонячному пляжі, десь за 50 метрів від води, самиця вибирає місце, іноді розганяючи конкуренток.
Дужими задніми ногами вона вириває яму, розташовується над нею і відкладає, залежно від свого віку й розміру, від 20 до 80 яєць. Процес кладки триває з годину.
Потім прикопує яйця і лежить зверху, відганяючи ворогів. Весь цей період вона не їсть і тільки інколи відповзає, щоб напитися. Але й цього буває достатньо, аби спритні хижаки, такі як мангусти, лисиці, варани, поцупили 1-2 яйця.

### Гнізда алігаторів
Алігатори та каймани не риють ям у піску. Вони відкладають свої яйця у гнізда, які будують, нагрібаючи гілки, листя, ґрунт і рештки рослин, траву. Таке гніздо заввишки до 1 м, ширина основи — до 2 м. Самиця охороняє кладку і молодь.

### Народження
Розвиток зародків крокодилячих яєць триває 60-100 днів — залежно від нагрівання. Коли крокодильчики вже дозріли, вони, почувши тупотіння своєї матері, починають пронизливо пищати. Самиця викопує яйця і допомагає малятам вибратися з них, розчавлюючи шкаралупу щелепами.
Тільки-но кілька крокодильчиків виходять із яєць назовні, вона обережно збирає їх своїми щелепами і в пащі дбайливо переносить до води. Потім вона швидко повертається до гнізда і забирає наступну групу малят, доки уся сімейка не збереться у безпечному болоті.

### Біля матері
Перші 5 тижнів молодь крокодилів перебуває під наскільки пильним наглядом самиці, що навіть може безпечно грітися на її спині. Та відчувши вібрацію м'язів своєї матері, вони пірнають і ховаються біля неї під водою.
У деяких видів крокодилів самець допомагає самці охороняти кладку і навіть захищає молодь. Але якщо їжі замало, самець-канібал може з'їсти декого зі свого потомства.

### Самець або самиця
Стать у крокодилів визначається умовами інкубації. Наприклад, якщо яйця американського алігатора розвиваються за температури 32-34°С, то з них виходять самці, якщо ж до 30 °C — самиці, а проміжні умови (30-32°С) сприятливі і для самців, і для самиць одночасно. У крокодилів за оптимальних температур вилуплюються самці, а за високих і низьких — самиці.

## Загроза вимирання

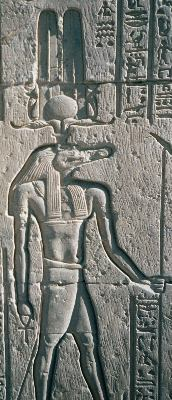
Єгипетський крокодилоподібний бог Себек

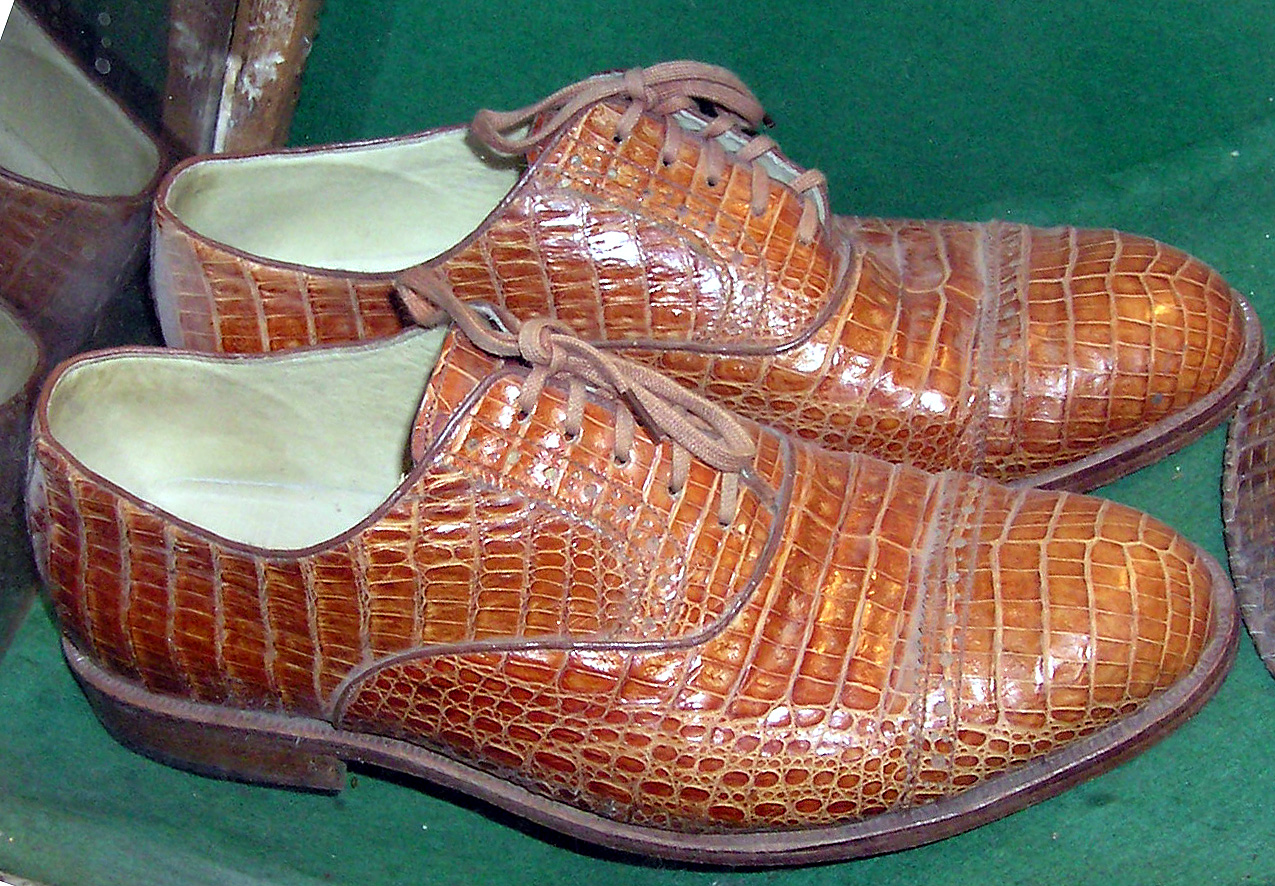
Черевики з крокодилячої шкіри

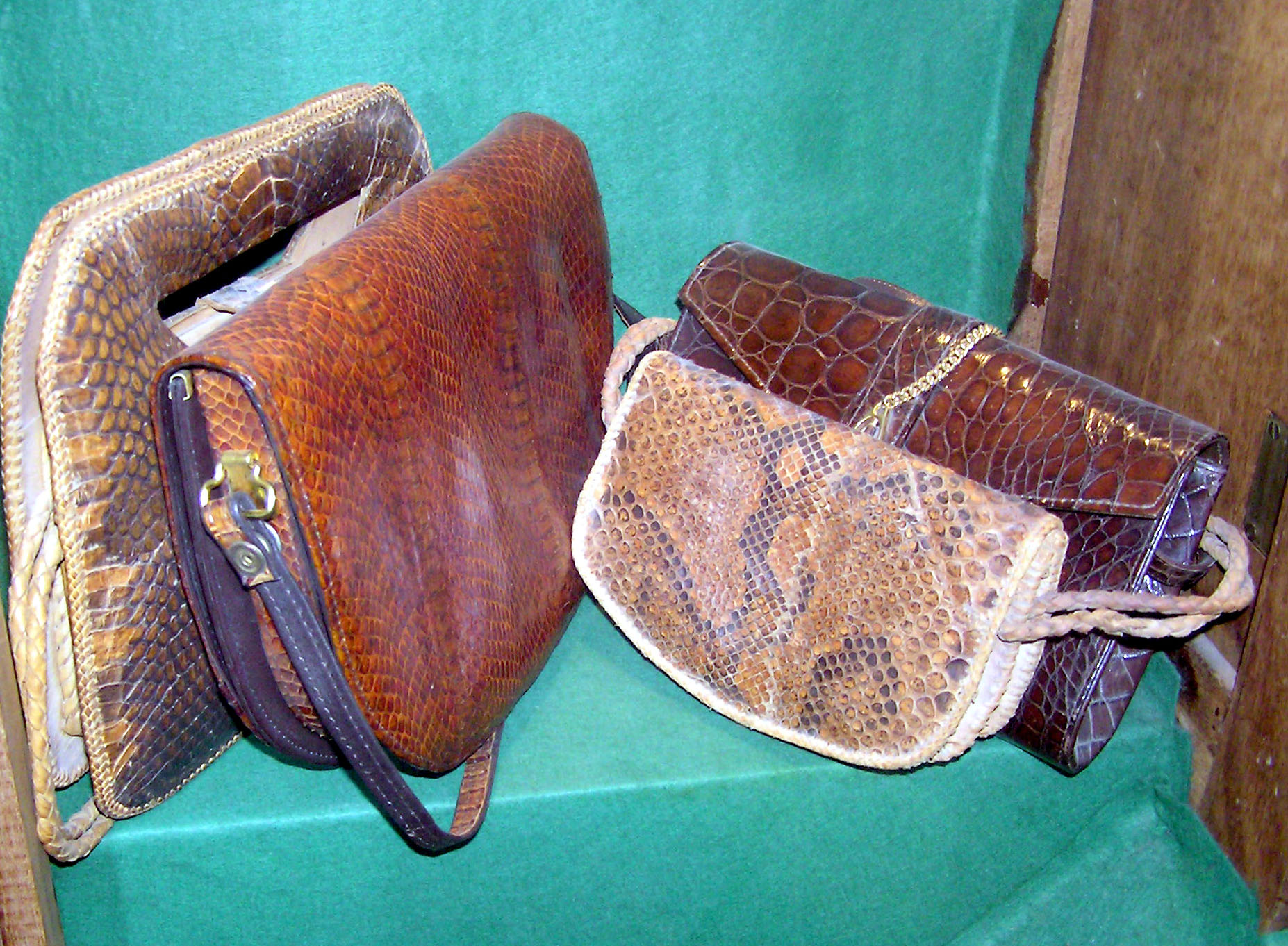
Сумочки з крокодилячої шкіри

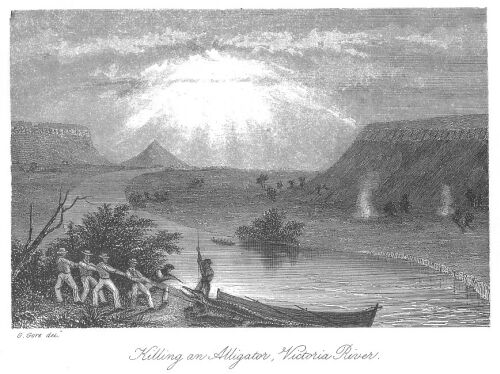
«Вбивство Алігатора», Вікторія Рівер, 1846 рік. Зображення у книзі Джона Лорта Стокса «Відкриття Австралії».

Існуючи близько 200 млн років, деякі види крокодилів наразі поставлено людиною на межу повного винищення. Хижак перетворився на жертву, і зараз йому загрожує загибель майже в усіх ареалах, тобто, в усій Африці, Азії, Австралії та Південній Америці.
Із прадавніх часів люди смертельно боялися та поважали крокодилів і алігаторів, подекуди навіть поклонялись їм як богам. У Стародавньому Єгипті одним з найголовніших богів був Себек — бог в образі крокодила. Мумії рептилій ховали в гробницях разом з високопоставленими чиновниками. В інших частинах світу — Африці, Індії, на Філіппінах і Борнео — крокодил був у не меншій повазі. Зокрема австралійські аборигени вірили, що одну з найбільших рік континенту було створено крокодилом, який вигриз щелепами її річище.
З часом люди почали винищувати крокодилових — почасти просто намагаючись уберегти домашню худобу, а в багатьох регіонах — заради їжі. Але популяція цих тварин почала стрімко скорочуватись, коли увесь світ охопила мода на вироби із крокодилячої шкіри (сумочки, паски, взуття), що збіглася за часом із винаходом вогнепальної зброї. Цифри просто вражаючі: щорічно в Південній Америці вбивали до 1 млн. кайманів[джерело?]; 1929 року було продано 190 000 шкір американського алігатора[джерело?]; 1950 року в Танзанії було підготовлено до продажу 12 500 крокодилячих шкір[джерело?]. Якби 1944 року не було ухвалено особливих законів про захист американського алігатора, цей вид було б вже винищено. В Африці нільський крокодил зник з багатьох традиційних місць мешкання на півночі континенту. У 1970-х рр. індійського гавіала стали розмножувати у неволі й тільки так врятували від повного вимирання. Сьогодні в заказниках налічується близько 1500 цих тварин.
Зараз майже всюди у світі крокодилів взято під захист, але торгівля крокодилячими шкірами все ще залишається дуже прибутковим бізнесом. За шкіри платять великі гроші, через що злиденні тубільці Південної Америки готові ризикувати життям, аби тільки вистежити й убити алігатора та продати його шкіру.
Є ще один фактор, який неминуче ставить крокодилів на межу вимирання у Південній Америці та Південно-Східній Азії. Зведення дамб та будівництво каналів наносить непоправної шкоди дикій природі. Через неконтрольовану вирубку джунглів зменшується рівень опадів, тому ті водойми, у яких раніше водилися крокодили, повністю пересихають. Вимирання цих тварин викликає серйозну тривогу не тільки тому, що зникає цілий вид, але й тому, що таким чином порушується екологічний баланс у регіоні. Наприклад, у флоридському заповіднику Еверглейдс алігатори їдять плямисту панцирну щуку з костистою лускою, яка, втративши природного ворога, незабаром винищить усіх окунів і лящів[джерело?]. До того ж, алігатори допомагають вижити іншим тваринам у посушливу пору року. Вони викопують у землі ями, створюючи невеликі водойми, де риба знаходить притулок, а птахи, ссавці та інші рептилії — водопій.